# ألكسندرا بول
ألكسندرا بول هي راقصة على الجليد كندية، ولدت في 16 سبتمبر 1991 في تورونتو في كندا.

## وصلات خارجية
- ألكسندرا بول على موقع الاتحاد الدولي للتزلج (الإنجليزية)
- ألكسندرا بول على موقع الاتحاد الدولي للتزلج (الإنجليزية)
- ألكسندرا بول على موقع أوليمبيديا (الإنجليزية)